# Weird Tales
Weird Tales (pełny tytuł: „Weird Tales – The Unique Magazine”) – amerykański magazyn pulpowy drukujący powieści z gatunków fantasy, science fiction, weird fiction oraz horror. Pierwsze wydanie ukazało się w marcu 1923.

## Historia
Magazyn został założony w Chicago przez J.C. Hennebergera, eks-dziennikarza posiadającego zamiłowanie do makabresek. Pierwszym redaktorem naczelnym „Weird Tales” został Edwin Baird, jego asystentami byli Farnsworth Wright oraz Otis Adelbert Kline.
Baird został zastąpiony przez Farnsworth Wrighta na stanowisku redaktora naczelnego po wydaniu czternastego numeru. Wright (który cierpiał na chorobę Parkinsona) spowodował, że „Weird Tales” zyskał unikatowy klimat, a pisarze tacy jak Howard Phillips Lovecraft, Robert E. Howard, Seabury Quinn, Robert Bloch czy Clark Ashton Smith drukowali w nim swoje opowiadania. Wright pozostał redaktorem naczelnym aż do kwietnia 1940, kiedy z powodu złego stanu zdrowia musiał zaprzestać swojej działalności (zmarł w czerwcu tego samego roku). Od tego czas „Weird Tales” był kierowany przez Dorothy McIlwraith.
Magazyn niemal ciągle przeżywał trudności finansowe oraz (podobnie jak większość innych magazynów w tamtym czasie, np. Black Mask) z przymusu konkurował z komiksami, radiem oraz tanimi książkami. Po śmierci Lovecrafta, Howarda oraz Wrighta „Weird Tales” stopniowo zarabiał coraz mniej, aż do listopada 1954 r., kiedy po 279 numerach musiał zaprzestać działalności.
W ostatnich latach działalności, kierowany przez Dorothy McIlwraith, „Weird Tales” zmienił nieco „klimat”, i wydawał głównie opowieści takich autorów jak: Robert Bloch, Manly Wade Wellman, Fritz Leiber, Henry Kuttner, C.L. Moore, Theodore Sturgeon oraz Margaret St. Clair. Drukowane były „zgubione” opowieści Lovecrafta oraz Lovecraftowskie pastisze, tworzone przez kontynuatora działalności Lovecrafta, Augusta Derletha (który tworzył również własne, dużo lepsze opowiadania).
Na początku lat 70. XX wieku, ukazały się cztery kolejne wznowienia magazynu – redaktorem naczelnym był wówczas Sam Moskowitz, a wydawcą Leo Margulies. W latach 1981–1983 ukazała się również seria czterech oprawionych w miękką okładkę antologii, zebranych przez Lina Cartera. W 1988 roku „Weird Tales” został przywrócony do życia przez George’a H. Scithersa, Johna Gregory’ego Betancourta oraz Darrella Schweitzera. Pierwsze opublikowane przez nich wydanie otrzymało numer 290. Wymieniona trójka wydawców dzieliła się jednocześnie obowiązkami redaktora naczelnego aż do chwili, gdy Robert Weinberg, posiadający prawa do tytułu, sprzedał je innej firmie. Po tym wydarzeniu, przez kilka następnych wydań, magazyn był znany jako „Worlds of Fantasy and Horror” (ang. „Światy Fantasy i Horroru”) aż do chwili, gdy magazyn odzyskał swoją oryginalną nazwę.
Od tego czasu „Weird Tales” powodziło się coraz lepiej – osiągał całkiem przyzwoite dochody (jak na magazyn fantastyczny), wydawano opowiadania znanych i lubianych pisarzy, takich jak Tanith Lee, Brian Lumley czy Thomas Ligotti. Na przełomie millenium „Weird Tales” został częścią łańcucha wydawniczego DNA Publications, udziały posiadają również Terminus i Wildside Press Publication.

## Redaktorzy naczelni[1]
| Redaktor naczelny                                  | Numery czasopisma                                          |
| -------------------------------------------------- | ---------------------------------------------------------- |
| Edwin Baird                                        | Marzec 1923 – Maj/Czerwiec/Lipiec 1924                     |
| Farnsworth Wright                                  | Listopad 1924 – Marzec 1940                                |
| Dorothy McIlwraith                                 | Maj 1940 – Wrzesień 1954                                   |
| Sam Moskowitz                                      | Kwiecień 1973 – Lato 1974                                  |
| Lin Carter                                         | Wiosna 1981 – Lato1983                                     |
| Forrest J Ackerman/Gil Lamont                      | Jesień 1984                                                |
| Gordon Garb                                        | Zima1985                                                   |
| Darrell Schweitzer George Scithers John Betancourt | Wiosna 1988 – Zima 1990 Wrzesień 2005 – Luty/Marzec 2007   |
| Darrell Schweitzer                                 | Wiosna 1991 – Zima 1996/1997                               |
| Darrell Schweitzer George Scithers                 | Lato 1998 – Grudzień 2004                                  |
| Stephen Segal                                      | Kwiecień/Maj 2007 – Wrzesień/Październik 2007 Wiosna 2010  |
| Ann VanderMeer                                     | Listopad/Grudzień 2007 – Jesień 2009 Lato 2010 – Zima 2012 |
| Marvin Kaye                                        | Jesień 2012 – Wiosna 2014                                  |
| Jonathan Maberry                                   | Lato 2019 – obecnie                                        |

## Autorzy opowiadań
- Howard Phillips Lovecraft
- Robert E. Howard
- Seabury Quinn
- Robert Bloch
- Ray Bradbury
- Clark Ashton Smith
- Fritz Leiber
- Jack Williamson
- C.L. Moore
- August Derleth
- Lord Dunsany
- Manly Wade Wellman
- Henry Kuttner
- Theodore Sturgeon
- Margaret St. Clair
- Tanith Lee
- Brian Lumley
- Thomas Ligotti
- Donald Wandrei(inne języki)
- Tennessee Williams
- Richard Burton Matheson
- Joseph Payne Brennan
- Melanie Tem(inne języki)
- Ian Watson
- Edmond Hamilton
- Carl Jacobi
- Henry Kuttner
- Donald Wandrei
- Howard Wandrei

## Autorzy okładek
- Margaret Brundage
- Virgil Finlay
- Hannes Bok
- Hugh Rankin
- Lee Brown Coye
- Boris Dolgov